# András Bethlen

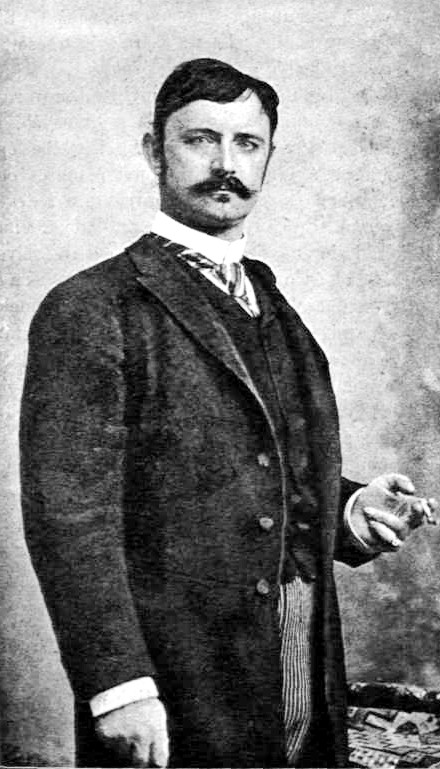
Graaf András Bethlen

Graaf András Bethlen de Bethlen (Kolozsvár, 26 juli 1847 – Bethlen, 25 augustus 1898) was een Hongaars aristocraat en politicus, die van 1890 tot 1894 minister van Landbouw was.

## Biografie
András Bethlen stamde uit het oude Zevenburgse adelsgeslacht Bethlen. Hij studeerde rechten in Boedapest en economische wetenschappen in Brussel en Leipzig. Hij was lid van het Huis van Afgevaardigden voor de Liberale Partij van 1873 tot 1882.
Vanaf 1883 was hij oppergespan van de comitaten Brassó en Szeben (comes Saxonum, "graaf der Saksen"). In 1890 stelde graaf Gyula Szapáry hem aan tot minister van Landbouw in zijn regering, een functie die hij ook in de regering-Wekerle I uitoefende. In deze hoedanigheid zag hij toe op de invoering van landbouwstatistieken. Hij publiceerde artikels over economische onderwerpen.